# Centaurea margaritalba
Centaurea margaritalba là một loài thực vật có hoa trong họ Cúc. Loài này được Klokov mô tả khoa học đầu tiên.